# Deutscher Arbeitsgerichtsverband
Der Deutsche Arbeitsgerichtsverband e. V. (DArbGV) ist ein gemeinnütziger Verein mit Sitz in Hamm (Geschäftsstelle und Präsident) und Köln (Eintragung ins Vereinsregister).

## Über den Verband
Der Deutsche Arbeitsgerichtsverband e. V. ist ein Verein, welcher die Förderung nicht nur der Arbeitsgerichtsbarkeit, sondern des gesamten Arbeitsrechts zum Ziel hat. Ihm können nicht nur Amtsträger der deutschen Arbeitsgerichte angehören, sondern vielmehr sämtliche Personen, welche obige Ziele unterstützen möchten.
Im DArbGV sind heute Mitglieder aus allen am Arbeitsrecht beteiligten Berufsgruppen organisiert. Dem Verband gehören aktuell ca. 3.800 Mitglieder an. Insbesondere zählen hierzu: Die Bundesrepublik Deutschland, Bundes- und Landesjustizministerien, Arbeits- und Landesarbeitsgerichte, mit dem Arbeitsrecht befasste Beamte und Angestellte des öffentlichen Dienstes, haupt- und ehrenamtliche Arbeitsrichterinnen und Arbeitsrichter, Vertreter der mit dem Arbeitsrecht befassten Anwaltschaft ebenso wie Vertreter der Arbeitsrechtswissenschaft. Außerdem zahlreiche Gewerkschaften und Arbeitgeberverbände.
Demnach bezieht der Verband nur selten selbst Stellung zu aktuellem politischem Geschehen, sondern versteht sich als Plattform zur Diskussion mit dem Ziel der Pflege und Fortentwicklung des Arbeitsrechts und der Arbeitsgerichtsbarkeit. Der Vereinszweck soll dadurch erreicht werden, dass durch einen laufenden Gedanken- und Erfahrungsaustausch, die Gerichte für Arbeitssachen, Praxis und Lehre des Arbeitsrechts verbunden werden. Hierzu finden in allen Bundesländern wechselnd Landestagungen zu verschiedenen arbeitsrechtlichen Themen statt. In diesen werden die Themen von verschiedenen Perspektiven erörtert und diskutiert. Neben zwei jährlichen Landestagungen richten Ortsgruppen des Verbandes jedes Jahr ca. 20 Ortstagungen aus.

## Geschichte
Gegründet wurde der Deutsche Arbeitsgerichtsverband e. V. 1893 unter dem Namen Gewerbe- und Kaufmannsgerichtsverband. Durch Selbstauflösung kam er – zunächst zum Schein 1933 in Mainz und in der Folge auch vollzogen 1936 in Goslar – einer Übernahme durch die Deutsche Arbeitsfront zuvor. Im Jahr 1949 wurde der Verband in Köln neu gegründet und besteht seitdem unter dem Namen Deutscher Arbeitsgerichtsverband e. V. (DArbGV).
Die Wiedergründung des Verbandes ging auf eine Anregung des Gründungspräsidenten Hans Carl Nipperdey während der Tagung der Präsidenten und Vorsitzenden der beiden Obersten Arbeitsgerichte in Württemberg-Hohenzollern und Rheinland-Pfalz und der Landesarbeitsgerichte am 6. und 7. Oktober 1949 in Neustadt a.d.H. (heute Neustadt/Weinstraße) zurück, bei der neben Nipperdey auch weitere Vertreter der Wissenschaft sowie der Anwaltschaft und der Fachverlage anwesend waren.
Nipperdey war es auch, der für den 15. Dezember 1949 die Gründungsversammlung im Senatssaal der Universität zu Köln einberief. An dieser nahmen 9 Personen teil:
- Oberbürgermeister a. D. Brisch vom DGB
- Rechtsanwalt Bulla
- Dietz, Universität Kiel
- Ministerialrat Kassmann, Arbeitsministerium Düsseldorf
- Amtsgerichtsrat Kraegeloh
- Präsident Monjau
- Hans Carl Nipperdey
- Arbeitsgerichtsdirektor Poelmann
- Amtsgerichtsrat Steffen, Arbeitsministerium Düsseldorf

Die 1949 beschlossene Satzung besteht in weiten Teilen unverändert bis heute. Sie sah unter anderem vor, dass der DArbGV mit Vorstand und Verbandsausschuss über zwei von der Mitgliederversammlung zu wählende Organe verfügt. Der Vorstand besteht traditionell aus je einem Vertreter der Sozialpartner, einem Vertreter der Arbeitsrechtswissenschaft, dem Abteilungsleiter III des Bundesministeriums für Arbeit und Soziales, sowie je einem Vertreter aus jeder arbeitsgerichtlichen Instanz. Der Verbandsausschuss ist seit den Anfängen ebenso mit Vertretern aller am Arbeitsrecht beteiligten Berufsgruppen besetzt und tritt zweimal jährlich zusammen, um über aktuelle arbeitsrechtliche Entwicklungen zu diskutieren und im Namen des Verbandes Stellungnahmen abzugeben und an der Fortentwicklung mitzuwirken.
Der DArbGV wuchs schnell und hatte bald mehr als 2.000 Mitglieder. Für Verbände und Gewerkschaften wurde die korporative Mitgliedschaft eingeführt, die es diesen ermöglichte, als juristische Personen Mitglied zu werden, um so eine große Menge Einzelmitgliedschaften der Millionen in ihnen organisierten Menschen und Unternehmen zu vermeiden.
Schon am 2. Februar 1950 richtete der Verband seine erste Tagung in Köln aus. Einhellig sprach man sich dafür aus, dass die nur dreijährige Amtszeit der Richter der Arbeitsgerichtsbarkeit nach Art. VII KRG Nr. 21 nicht mit der richterlichen Unabhängigkeit zu vereinbaren war. Dem stimmte in seiner Antwort der Bundesjustizminister am 24. Februar 1950 ausdrücklich zu. So nahm der Verband, der sich eigentlich primär als Diskussionsplattform versteht, auch erstmals Einfluss auf die Fortentwicklung des Arbeitsrechts.
In den folgenden Jahren richtete der DArbGV regelmäßig und als nahezu einziger Anbieter arbeitsrechtliche Tagungen im gesamten Bundesgebiet aus. Gemeinsam mit den Sitzungen des Verbandsausschusses waren diese Plattform zum Austausch über Berufsgrenzen hinweg und boten die Gelegenheit, die dringenden Fragen der Rechtsvereinheitlichung mit allen Beteiligten zu erörtern und so qualifizierte Ergebnisse zu liefern. Dies erkannte der Gesetzgeber und so wurde der Verband auch auf Betreiben des Leiters der Abteilung III des BMAS Prof. Herschel sehr eingehend in die Beratungen zum Betriebsverfassungsgesetz und zum neuen Arbeitsgerichtsgesetz einbezogen.
Auch die erste Krise ließ jedoch nicht lange auf sich warten. Durch das Arbeitsgerichtsgesetz 1926 waren Anwältinnen und Anwälte von der Prozessführung in der ersten arbeitsgerichtlichen Instanz ausgeschlossen worden. Die Prozessvertretung war allein den Sozialpartnern vorbehalten, die dieses Privileg nicht aufgeben wollten. Die Anwaltschaft andererseits drängte darauf, wieder zugelassen zu werden. Nach heftigen Auseinandersetzungen, die beinahe zum Bruch im Verband und damit zu dessen Ende geführt hätten, einigte man sich auf die ungeschriebene Regel, brisante Fragen zwar zu  erörtern, niemals aber Kampfabstimmungen dazu durchzuführen. Man setzte sich seitdem und bis heute das Ziel, Lösungen für Probleme immer kooperativ in der Diskussion und nie konfrontativ zu finden. Entsprechend finden sich zu kontroversen Themen nur sehr selten Stellungnahmen des DArbGV.
Im Laufe der Jahre wurden die anfänglich alle zwei Jahre stattfindenden Verbandsversammlungen auf einen Dreijahresrhythmus reduziert. Gleichzeitig erhielten die Landestagungen Einzug, die wechselnd in den Bundesländern stattfinden, aber Teilnehmer aus dem gesamten Bundesgebiet anziehen. Als drittes Format gründeten sich bald die ersten Ortstagungen, die meist auf einen Abend beschränkt sind und eher regionales Publikum adressieren.
Diskussionen und Ergebnisse der Tagungen wurden in der Zeitschrift des Verbandes veröffentlicht, die 2014 durch einen elektronischen Newsletter ersetzt wurde.
Heute verfügt der Verband über eine digitalisierte Geschäftsstelle zur Kommunikation mit den Mitgliedern ebenso wie über eine Homepage. Die Anzahl der Tagungen liegt bei derzeit etwa 22 pro Jahr. Die Teilnehmer der Tagungen stammen nach wie vor aus allen Interessensgruppen, sodass regelmäßig mit den Vertretern der Unternehmen und den Betriebsräten auch ein beachtlicher Anteil Nicht-Juristen anwesend ist. Auch die Referenten der Tagungen sind nicht ausschließlich Juristen. Heute ist der DArbGV der größte Anbieter nicht-kommerzieller arbeitsrechtlicher Tagungen im deutschsprachigen Raum.

## Präsidenten des Deutschen Arbeitsgerichtsverbandes seit Neugründung 1949
Ab der Spitze des DArbGV steht der vom Verbandsausschuss gewählte Präsident. Präsidenten seit der Neugründung waren:
- 1949–1965: Hans Carl Nipperdey
- 1965–1972 Herbert Monjau
- 1972–1981 Gerhard Müller
- 1981–1990 Dirk Neumann
- 1990–1999 Peter Hanau
- 1999–2008 Udo Isenhardt
- 2008–2014 Edith Gräfl
- 2014–2020 Helmut Nause
- seit 2020 Holger Schrade

## Ehrenmitglieder
Zu den Ehrenmitgliedern gehörten unter anderem die langjährige Präsidentin des Landesarbeitsgerichts Niedersachsen Hannemarie Kühler und Thomas Dieterich.